# Bertrand de Cosnac
Bertrand de Cosnac C.R.S.A. (Brive-la-Gaillarde, França, c. 1300 — Avinhão, França, 17 de junho de 1374) foi um prelado e cardeal francês da Igreja Católica que serviu como tesoureiro da Câmara Apostólica, legado papal e bispo das dioceses de Lombez e Comminges.

## Biografia
Nascido em Brive-la-Gaillarde, na França, ele era o filho mais novo de Almodie Malemort e Guillaume de Cosnac. Ingressou na Ordem dos Cónegos Regrantes de Santo Agostinho, obteve a licenciatura em direito canônico na Universidade de Toulouse e tornou-se prior de sua ordem em sua cidade natal em 1337.
Foi ordenado sacerdote em 1337 e tornou-se auditor da Rota Romana.
Em 20 de fevereiro de 1347, foi convocado a Avinhão pelo Papa Clemente VI e nomeado tesoureiro da Câmara Apostólica, função que ocupou até 1352.
Em 17 de setembro de 1348, foi eleito bispo de Lombez e legado papal na Espanha junto com o bispo de Bréscia, Agapito. Eles foram incumbidos a reconciliar os reis de Portugal, Castela e Aragão.
Em 17 de outubro de 1352, foi transferido para Diocese de Comminges em Saint-Bertrand de Commminges. Ele serviu a sé até a sua nomeação ao cardinalato.
No consistório de 30 de maio de 1371, foi criado cardeal-presbítero. Um ano depois, recebeu o título cardinalício de São Marcelo. Sob o pontificado de Gregório XI, serviu novamente como legado papal na Espanha, resolvendo o conflito entre Pedro de Aragão e o clero catalão.
Bertrand de Cosnac morreu durante a viagem de retorno a Avinhão em 17 de junho de 1374 aos 74 anos. Ele foi enterrado na Igreja dos Dominicanos em Avinhão.